# ماتیلدا اکولم

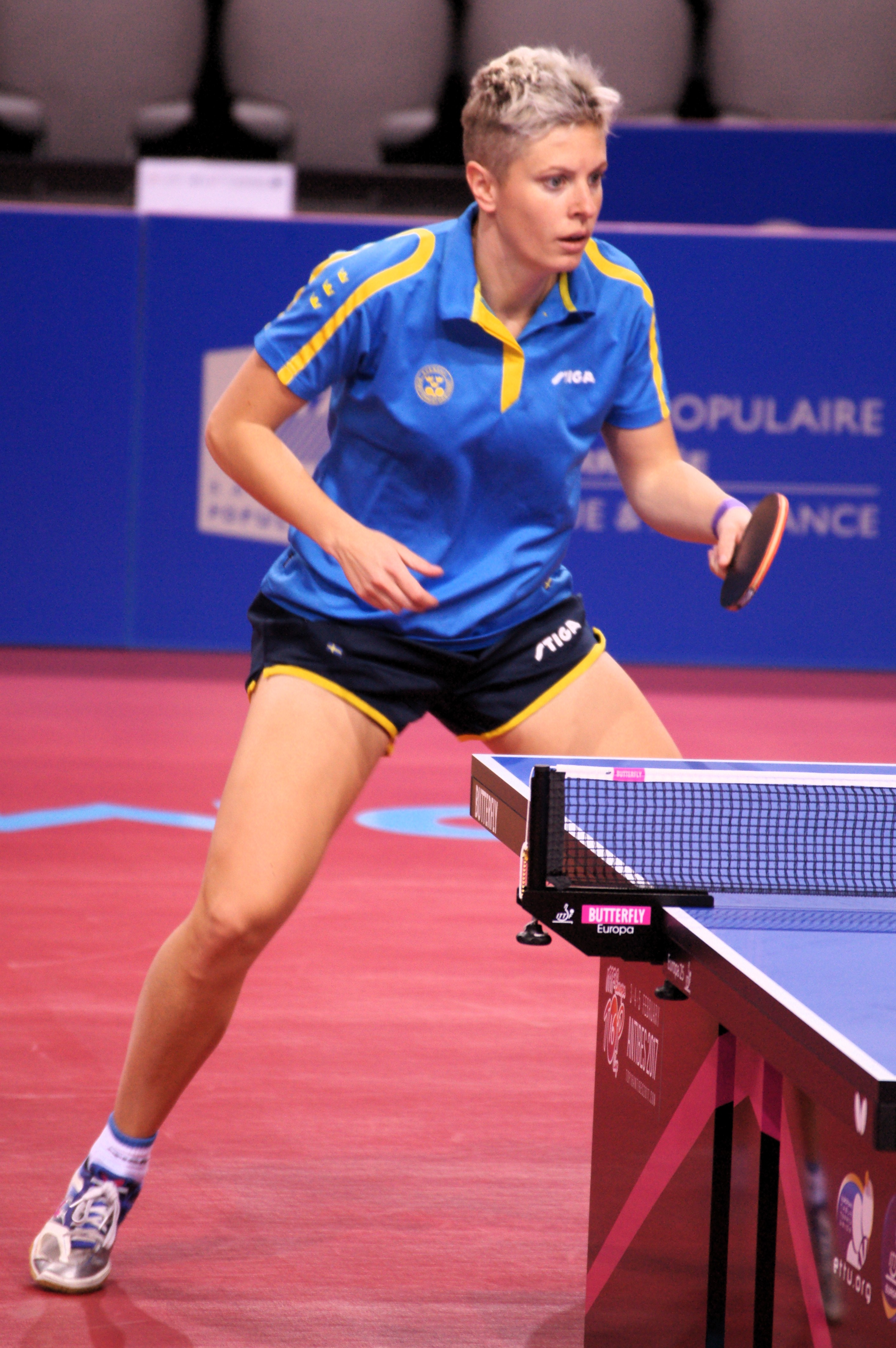
ماتیلدا اکولم (انگلیسی: Matilda Ekholm؛ زادهٔ ۱۵ ژوئن ۱۹۸۲) یک بازیکن تنیس روی میز اهل سوئد است.
وی در مسابقات کشوری و بین‌المللی در مجموع برنده ۲ مدال برنز شده‌است.

ماتیلدا اکولم (انگلیسی: Matilda Ekholm؛ زادهٔ ۱۵ ژوئن ۱۹۸۲) یک بازیکن تنیس روی میز اهل سوئد است.
وی در مسابقات کشوری و بین‌المللی در مجموع برنده ۲ مدال برنز شده‌است.